# Коти в Стародавньому Єгипті

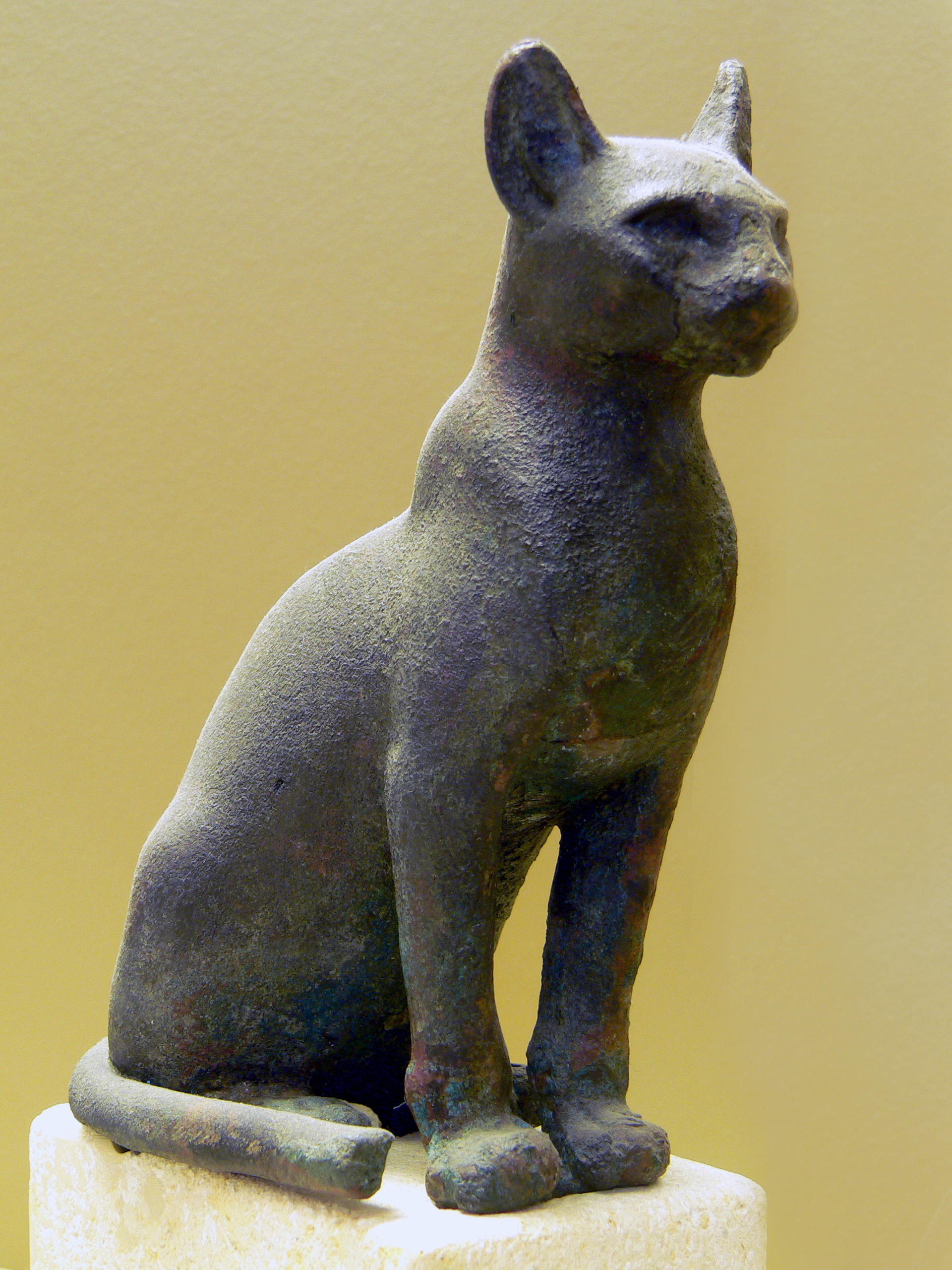
Статуетка кішки

Кішка була однією з багатьох тварин, яким поклонялися в Стародавньому Єгипті. Вона була символом родючості.

## Єгипетські кішки

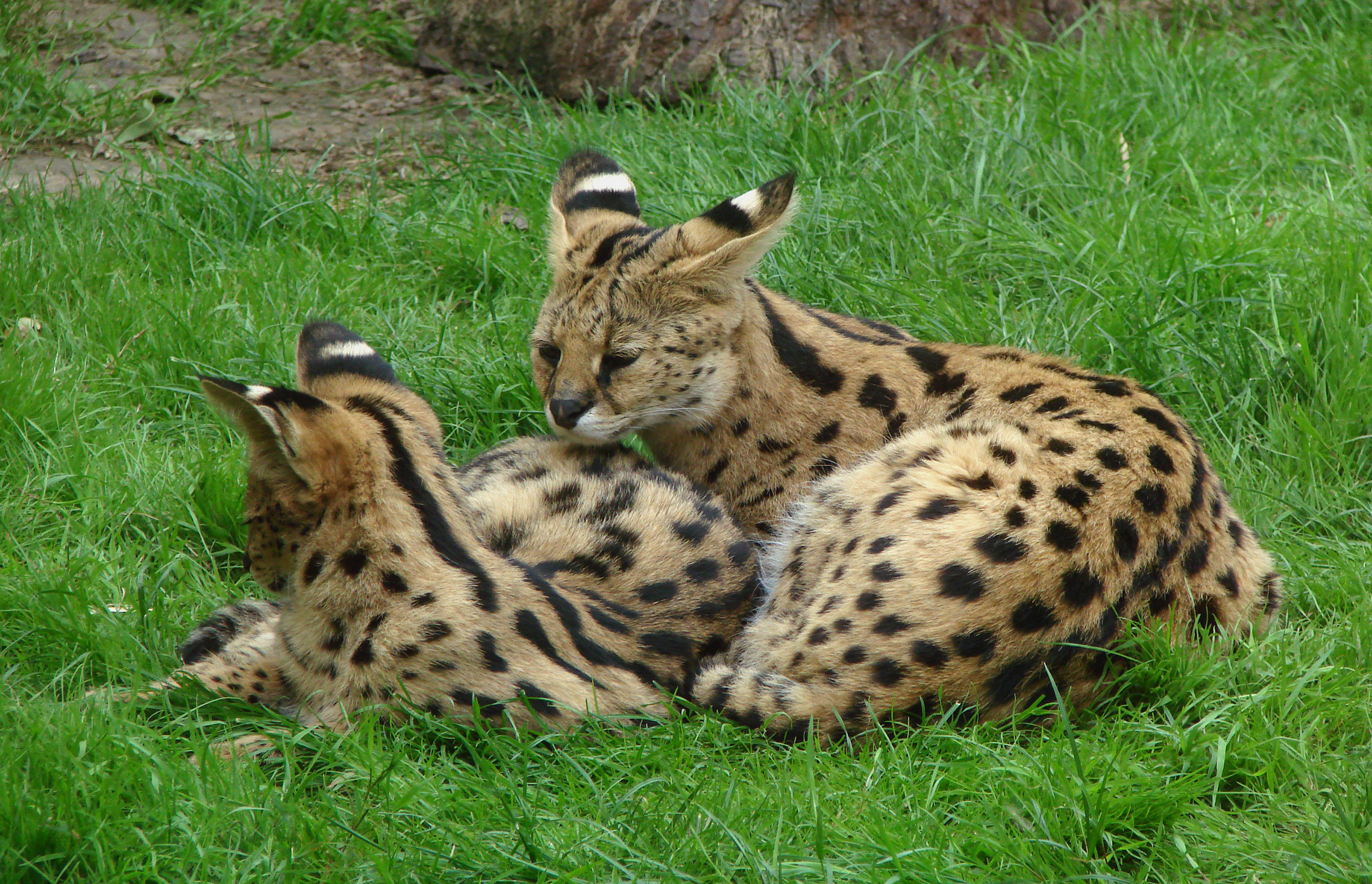
Сервал

Відомо про представників трьох видів дрібних диких котячих, що жили в Стародавньому Єгипті.
Дика лівійська, інакше африканська кішка або степова ( felis silvestris lybica ) — найпоширеніша. Підвид, який можна виявити в Африці, за винятком Сахари і тропічних лісів, а також на Близькому і Середньому Сході. Її розмір коливається від 50 до 70 см, а вага — від 3 до 7 кг. Зовні нагадує короткошерстну домашню кішку, але відрізняється більшим розміром і подовженими кінцівками. Переважно нічна тварина, яка полює у сутінках або вночі. Вдень ховається в норах або під деревами, ховаючись від спеки.
Очеретяний кіт або хаус ( felis chaus ) — дрібна дика кішка, яка живе на вологих територіях (її можна виявити в багатьох місцях аж до Азії). Крупніша, набагато ніж дика лівійська кішка, але з більш короткими лапами, її розмір сягає від 60 до 75 см, а вага — від 10 до 15 кг. У неї довга і тонка морда, чорні пензлики на вухах. Шерсть — густого теракотового кольору, з чорними смужками на лапах.
Сервал ( felis serval ) — це кішка, родом з Нубії (її можна виявити від Півдня Сахари до Південної Африки). Переважно нічна тварина, живе в савані. Середній розмір — приблизно 70 см, вага коливається від 14 до 18 кг, володіє піднесеним тілом на довгих лапах. Шерсть покрита плямами дикого коричневого кольору, які просвітлюються ближче до живота. У неї великі вуха, маленька голова і великі очі.

## Кішки в повсякденному житті

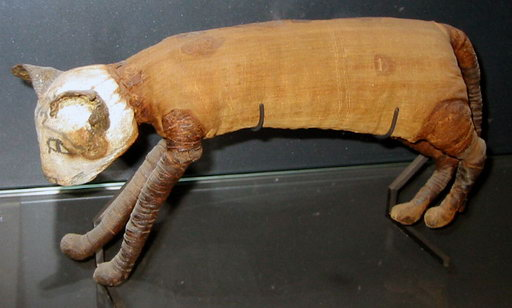
Мумія кішки (Музей Лувр)

У давнину єгиптяни називали кішку Ономатопеєю «міу», яка має транскрипцію «miw» для чоловічого роду і «miwt» для жіночого (в українській мові присутня схожа ономатопея в дієслові «нявкати»).
| W19 | i | w | E13 |

| W19 | i | w | E13 |

| W19 | i | w | F28 |

| W19 | i | w | F28 |

Тривалий час саме Єгипет вважався місцем доместикації дикої лівійської кішки, але зараз вчені мають свідченнями того, що в регіоні «Родючого півмісяця» і на Кіпрі кішка була одомашнена набагато раніше. Імовірно, одомашнення кішки в Єгипті відбулося протягом III тисячоліття до н. е. До того, як стати домашнім улюбленцем, яку цінують за свою м'якість, граціозність і безтурботність, кішка, насамперед, стала оберігаємою твариною. Полюючи на дрібних гризунів, вони оберігали комори, де єгиптяни зберігали свою провізію (насамперед — пшеницю), життєво важливу для цього сільськогосподарського народу. Полюючи на щурів, кішки усували джерело серйозних захворювань (таких як чума). Нарешті, полюючи на змій (зазвичай рогатих гадюк), вони робили прилеглі околиці безпечнішими.
Мабуть, кожен храм, в якому були свої кішки, був дуже важливим — до них був приставлений власний «страж кішок» (важливий пост, який передавався у спадок). Кішки, як і інші священні тварини, володіли особливим статусом в єгипетському суспільстві. Таким чином, було заборонено вбивати або навіть заподіювати найменшу шкоду кішкам, а порушників чекало жахливе покарання аж до смерті (покарання, звичайно, було порівняно значущості кішки). Діодор Сицилійський (грецький історик) описав побачену їм сцену, що відбулася в 60 році до н. е.: римський візок випадково переїхав єгипетську кішку і, всупереч порядкам фараона Птолемея XII, єгипетський солдат убив візника ( "Один римлянин вбив кішку, і збігся натовп до будинку винного, але ні послані царем для умовлянь влади, ні загальний страх, що вселяється Римом, не міг звільнити від помсти людину, хоча він і скоїв це ненавмисно " ).
Тисячі мумій кішок, виявлених на котячих кладовищах, наводять нас на думку про те, що вони були найпопулярнішими тваринами в Давньому Єгипті. Однак, велика кількість виявлених мумій кішок може також пояснюватися їх малим розміром (легше поховати кішку, ніж бика). У палацах кішки були домашніми тваринами, які жили переважно в розкоші. Традиція вимагала, щоб їх господарі збривали собі брови в данину поваги, коли кішки йшли в останню путь. Траур тривав сімдесят днів — час всієї муміфікації (як людини, так і кішки). Іноді кішка супроводжує свого господаря в загробне життя під виглядом статуетки (або висіченого малюнка на гробах). Зображення кішки також можна знайти на численних вазах, коштовностях і посуді, так само як і на малюнках (під місцем жінки, як захисний символ).
В 1888 році єгипетський фелах наткнувся на велику гробницю, яка містила величезну (близько 80 000) кількість муміфікованих кішок. Вона належала до некрополя Бені-Хасана — міста, побудованого за часів XII і XIII династій Середнього царства.

## Кішки в єгипетській міфології

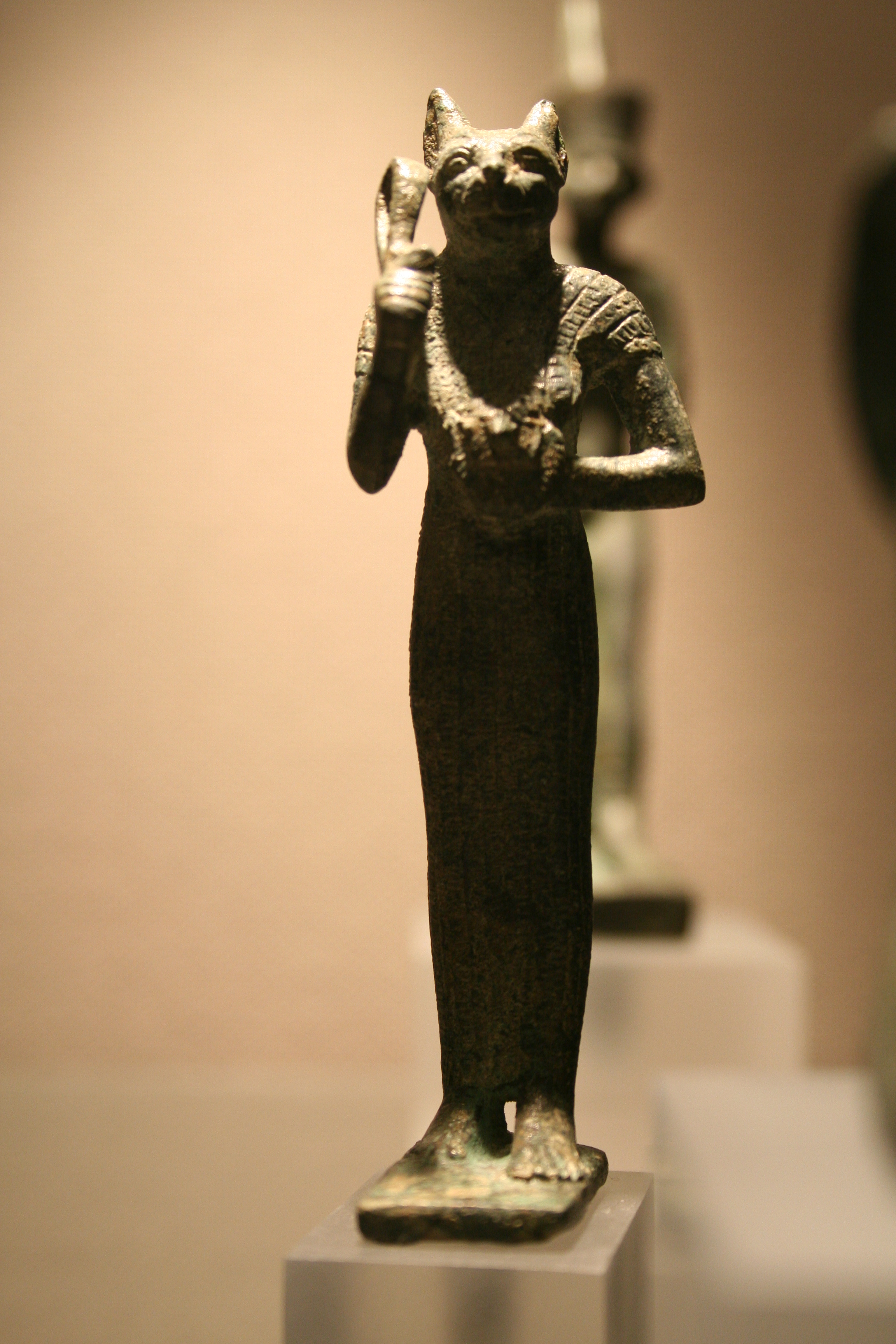
Статуя єгипетської богині Баст з головою кішки

Єгипет не завжди був єдиним цілим. Спочатку існувало безліч номів держав, в кожній з яких існував власний культ тварин.
Тварин приписували тій або іншій людині, залежно від його якостей, умінь, мужності тощо. Коли племена або окремі люди здобували перемогу, вони були вправі вимагати від повалених поклоніння тотему переможців.
Єгиптяни відносилися до богів не просто як до духів, а як до розумних втіленням, здатних перетворюватися на будь-яку істоту або предмет.
З котячими в єгипетській міфології асоціювалося велика кількість божеств. З левицями ототожнювалися Сехмет, Тефнут, Мафдет і нубійську Шесемтет. Багато богів, включаючи Амона, могли зображуватися в образі сфінкса; деякі — безпосередньо як леви (наприклад, двоголовий лев Акер). У 17-му розділі «Книги мертвих» один з найважливіших богів єгипетського пантеону, бог сонця Ра, виступає в образі рудого кота, щодня валить змія Апопа. Баст, богиня з головою кішки, спочатку вважалася оберігаючою, войовничою левицею. Її образ з часом зазнав змін: вона почала ототожнюватися з прирученими кішками, лояльними, але дикими.
З того самого часу, коли кішок почали ототожнювати з Баст, їх стали муміфікувати. Почесті, одержувані ними посмертно, відбивали те, що вони втілювали протягом кожного дня свого життя. Грецький історик Геродот описував, як єгиптяни кидалися в палаючі будинки, щоб переконатися, що всередині немає жодної кішки. Також Геродот писав, що після смерті кішки сім'я перебувала в жалобі і члени сім'ї збривають собі брови в знак скорботи

## Бубаст і культ кішок

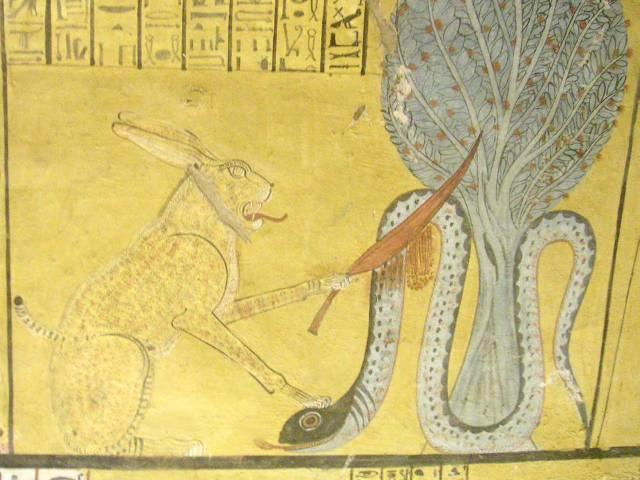
Ра в образі кота, який вбиває змія Апопа

Хоча культ кішок вже мав важливе релігійне значення на зорі становлення Нового царства, він отримав свій розвиток після того як фараон лівійського походження Шешонк I звів місто Бубастис (Тель -Баста по-арабськи), головне місце поклоніння богині Бастет, розташоване на сході дельти Нілу, до статусу столиці. Баст стала дуже популярною і шанованою серед населення. Тепер же вона стала уособлювати родючість, материнство, оберіг і прихильність сонця — подібно Сехмет, вона стала зватися оком Ра. Завдяки культу кішок, об'єднувала тисячі шанувальників і паломників, щорічно на вулиці Бубаста прибувало величезна кількість людей. Геродот повідомляє про «700000 людей обох статей, крім дітей», щорічно відвідували центр поклоніння Баст. Ім'я «Бубастис» стало іншим ім'ям Баст.

## Занепад культу кішок
Культ Баст був офіційно заборонений імператорським указом в 390 році. Таким чином, інтерес до кішок в Єгипті став поступово згасати, і хоча вони залишилися як домашні тварини, вони більше не були об'єктами обожнювання в храмах.